# Związek Harcerstwa Rzeczypospolitej w Kanadzie
Związek Harcerstwa Rzeczypospolitej w Kanadzie – organizacja kontynuująca tradycje polskiego harcerstwa powstała w 1996 roku na terenie Kanady.
Organizacja ta powstała w czerwcu 1996 roku i skupia obecnie około 50 członków w trzech szczepach: "Millenium" w Etobicoke, "Quo Vadis" w Scarborough (dzielnice Toronto), i "Zodiak" w Peterborough. Związek Harcerstwa Rzeczypospolitej w Kanadzie należy do Kongresu Polonii Kanadyjskiej (KPK) i Światowej Federacji Niezależnego Harcerstwa (WFIS)

## Podstawowe Cele ZHR w Kanadzie
- krzewienie poczucia przynależności do narodu polskiego
- rozwijanie umiejętności niezbędnych do życia we współczesnym społeczeństwie poprzez stwarzanie warunków do ich praktykowania w codziennej działalności
- ścisła współpraca z rodzicami

## Grupy Członkowskie w ZHRwK
- Skrzaty w wieku 4-6 lat
- Zuchy w wieku 7-9 lat
- Harcerki i harcerze w wieku 10-14 lat
- Wędrowniczki i wędrownicy w wieku 15+ lat
- Instruktorki i instruktorzy od 16 lat – po złożeniu Zobowiązania Instruktorskiego

## Prawo i Przyrzeczenie
Przyrzeczenie: „Mam szczerą wolę całym życiem pełnić służbę Bogu i Narodowi Polskiemu, nieść chętną pomoc bliźnim i być posłusznym Prawu Harcerskiemu. Przyrzekam lojalną służbę Kanadzie.”.
Złożenie przyrzeczenia harcerskiego jest potwierdzone słowami:
"Na słowie harcerza polegaj jak na Zawiszy"
- Punkt 1. Harcerz służy Bogu, Narodowi Polskiemu i sumiennie spełnia swoje obowiązki.
- Punkt 2. Na słowie harcerza polegaj jak na Zawiszy .
- Punkt 3. Harcerz jest pożyteczny i niesie pomoc bliźnim .
- Punkt 4. Harcerz w każdym widzi bliźniego, a za brata i siostrę uważa każdego innego harcerza i harcerkę.
- Punkt 5. Harcerz postępuje po rycersku.
- Punkt 6. Harcerz miłuje przyrodę i stara się ją poznać i chronić.
- Punkt 7. Harcerz jest zdyscyplinowany, posłuszny rodzicom i wszystkim swoim przełożonym.
- Punkt 8. Harcerz jest zawsze pogodny.
- Punkt 9. Harcerz jest gospodarny i ofiarny.
- Punkt 10. Harcerz jest czysty w myśli, mowie i uczynkach. Przeciwdziała szkodliwemu używaniu narkotyków, tytoniu i alkoholu.

## Sztandar
Znakiem zewnętrznym dojrzałości jednostki harcerskiej, symbolem jej wspólnoty i honoru oraz uznaniem jej dorobku i tradycji jest posiadanie sztandaru.
Tradycyjnie jednostka harcerska może starać się o posiadanie sztandaru dopiero w momencie, kiedy wychowa sobie we własnych szeregach instruktora, począwszy od skrzata. Zwyczaj ten jest przyjęty przez harcerstwo poza granicami kraju. Związek spełnił ten warunek w maju 2006 r.

## Udział w Światowych Zlotach
- Jubileuszowy Zlot 100 lecia Harcerstwa Polskiego - Kraków, Polska - 2010
- III Światowy Zlot WFIS - Puebla, Meksyk - 2011
- XIV Światowy Zlot Wędrowników WOSM - Ottawa, Kanada - 2013
- III Europejski Zlot WFIS "Eurocamp" - Bassano Romano, Włochy - 2014

## Stanica Harcerska na Ontaryjskich Kaszubach
Organizacja otrzymała w dzierżawie od księży Franciszkanów duży teren u stóp góry “Trzy Krzyże” i rozpoczęła jego zagospodarowywanie na wiosnę 1997 r. W 2009 r. Związek Harcerstwa Rzeczypospolitej w Kanadzie zaadoptował ulicę Old Barry’s Bay Road, znajdująca się w Madawaska Valley na Ontaryjskich Kaszubach. Harcerze i harcerki zobowiązali się sprzątać prawie 16-kilometrową drogę w każde Święto Dziękczynienia.

## Aktualne Władze
- Komendantka Chorągwi – hm. Elżbieta Łyszkiewicz